# Llista de missions diplomàtiques a l'Azerbaidjan

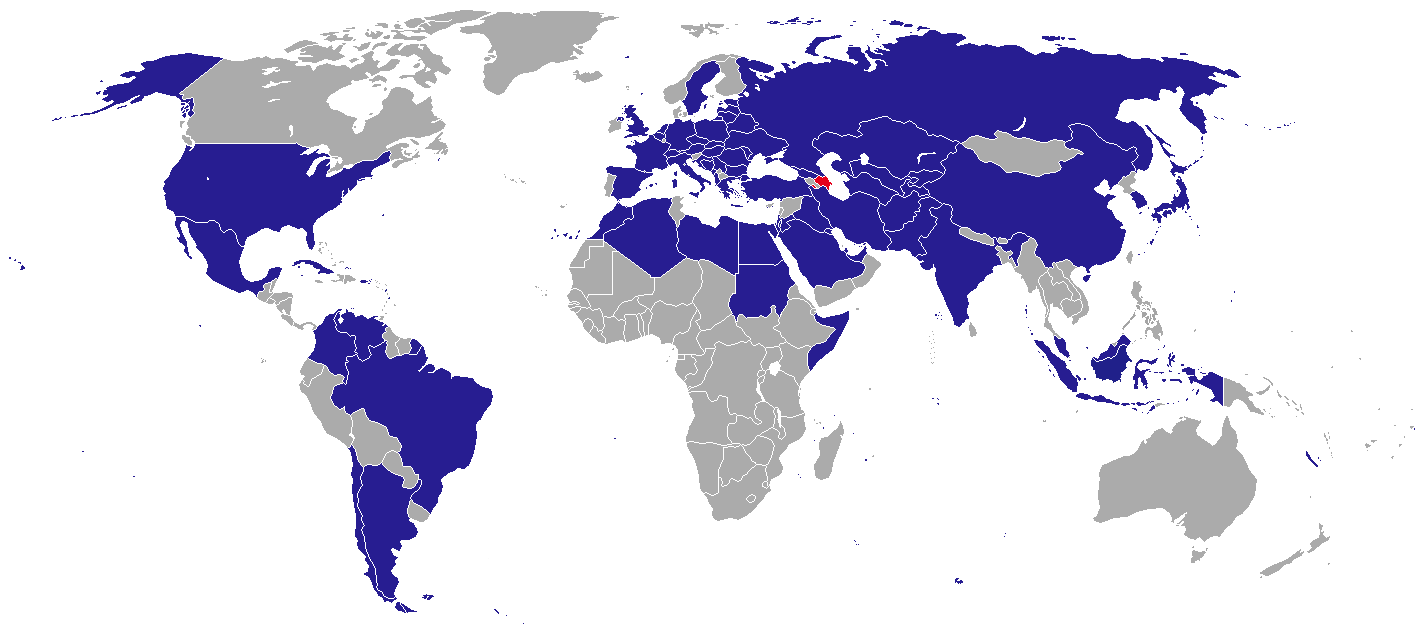
Missions diplomàtiques a l'Azerbaidjan.

Les missions diplomàtiques a l'Azerbaidjan són les delegacions oficials i permanents d'altres països i les organitzacions internacionals al país. En l'actualitat, la ciutat capital de Bakú acull 62 ambaixades. La següent és una llista de les ambaixades, dels consolats i les altres missions a l'Azerbaidjan:

## Ambaixades
Bakú
| - Afganistan - Alemanya - Algèria - Aràbia Saudita - Argentina - Àustria - Bèlgica - Belarús - Brasil - Bulgària - Colòmbia - Corea del Sud - Croàcia - Cuba - Egipte - Emirats Àrabs Units - Espanya - Estats Units - Estònia - França - Geòrgia | - Grècia - Hongria - Índia - Indonèsia - Iran - Iraq - Israel - Itàlia - Japó - Jordània - Kazakhstan - Kirguizstan - Kuwait - Letònia - Líbia - Lituània - Malàisia - Marroc - Mèxic - Moldàvia - Noruega | - Països Baixos - Pakistan - Palestina - Polònia - Portugal - Qatar - Regne Unit - Romania - Rússia - Sèrbia - Sudan - Suècia - Suïssa - Tadjikistan - Turkmenistan - Turquia - Txèquia - Ucraïna - Uzbekistan - R.P. de la Xina |

## Missions/Oficines de Representació
Bakú
- Unió Europea (Delegació)
- Daguestan
- Macedònia del Nord (Oficina Econòmica)
- República Turca de Xipre del Nord (Oficina de Representació)
- Tatarstan

## Consolats Generals
| Gandja - Geòrgia - Turquia | Nakhtxivan - Iran - Turquia |

## Ambaixades no residents
Els següents ambaixades no residents estan acreditats a l'Azerbaidjan:
| Ankara - Albània - Austràlia - Bangladesh - Bòsnia i Hercegovina - Canadà - Dinamarca - Eslovènia - Etiòpia - Filipines - Irlanda - Macedònia del Nord - Mongòlia - Montenegro - Nova Zelanda - Oman - Perú - Sud-àfrica - Tailàndia - Xile | Moscou - Angola - Benín - Camerun - Costa d'Ivori - Djibouti - Equador - Eritrea - Eslovàquia - Ghana - Guatemala - Guinea - Guinea Bissau - Guinea Equatorial - Islàndia - Madagascar - Mali - Malta - Mauritània - Nepal - Paraguai - Vietnam - Zàmbia - Zimbàbue | Teheran - Bahrain - Iemen - Kenya - Nigèria - Síria - Sri Lanka - Uruguai - Veneçuela | Altre - Burkina Faso (Al-Riyad) - Corea del Nord (Taixkent) - Finlàndia (Hèlsinki) † - Maldives (Islamabad) - Saint Vincent i les Grenadines (Londres) - Seychelles (Abu Dhabi) - Ciutat del Vaticà (Tbilisi) †Ambaixada de Geòrgia |